# Richey Reneberg

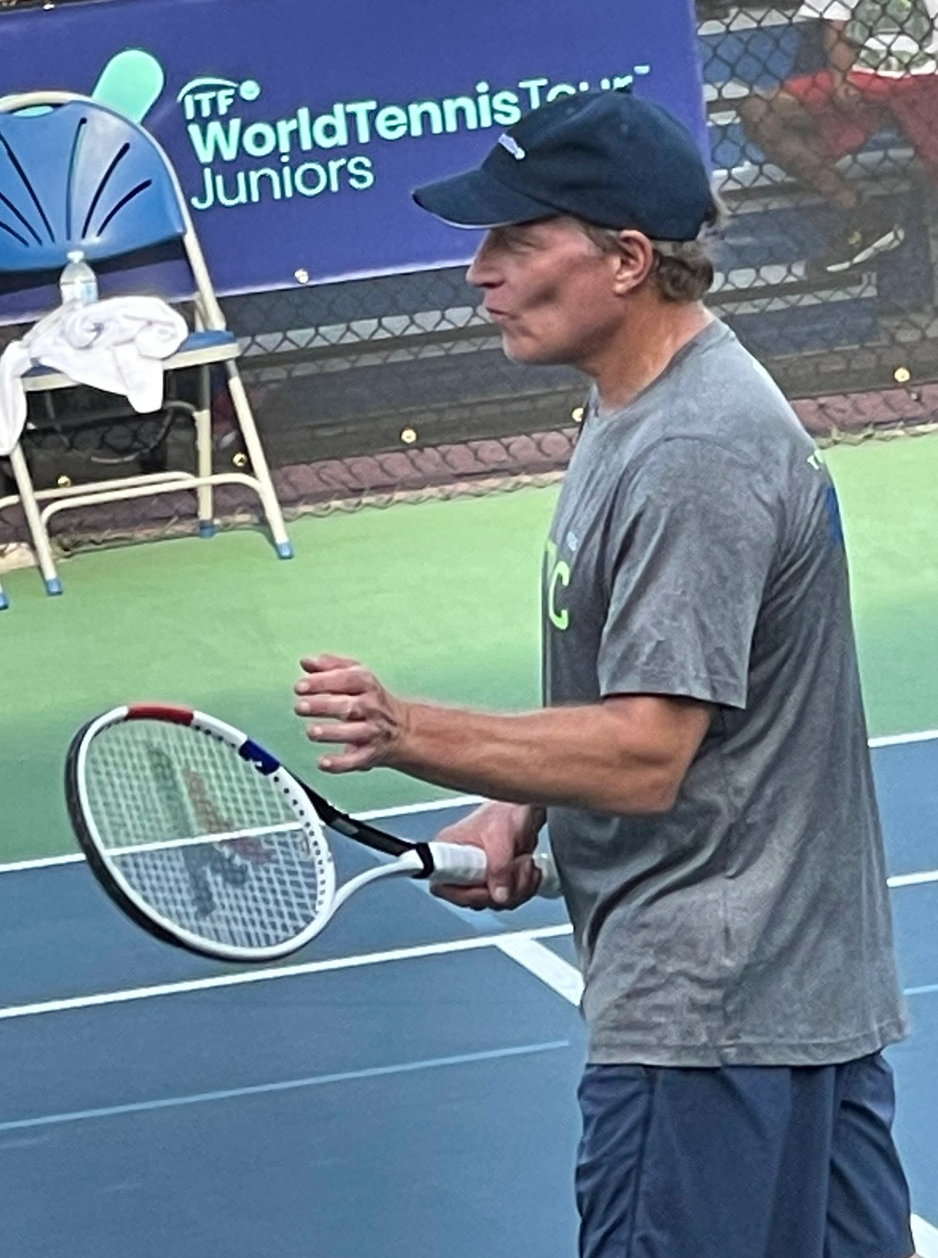
Richey Reneberg en 2021.

Richey Reneberg (Phoenix, Arizona, 5 de octubre de 1965) es un extenista profesional de Estados Unidos, que alcanzó su mejor posición en el ranking del circuito de la ATP el 6 de mayo de 1991, cuando se convirtió en el N.º 20 del mundo. 
El jugador diestro representó a los Estados Unidos en los Juegos Olímpicos de Atlanta 1996, torneo en el cual cayó derrotado en la primera ronda ante el cabeza de serie Nº11, el hindú Leander Paes.

## Torneos de Grand Slam

### Campeón Dobles (2)
| Año  | Torneo               | Pareja       | Oponentes en la final      | Resultado       |
| 1992 | US Open              | Jim Grabb    | Kelly Jones Rick Leach     | 3-6 7-6 6-3 6-3 |
| 1995 | Abierto de Australia | Jared Palmer | Mark Knowles Daniel Nestor | 6-3 3-6 6-3 6-2 |

### Finalista Dobles (1)
| Año  | Torneo    | Pareja    | Oponentes en la final      | Resultado                   |
| 1992 | Wimbledon | Jim Grabb | John McEnroe Michael Stich | 7-5 6-7(5) 6-3 6-7(5) 17-19 |

## Títulos (22; 3+19)

### Individuales (3)
| Leyenda                |
| Grand Slam (0)         |
| Tennis Masters Cup (0) |
| ATP Masters Series (0) |
| ATP Tour (3)           |

| N.º | Fecha | Torneo         | Superficie    | Oponente en la final | Resultado     |
| --- | ----- | -------------- | ------------- | -------------------- | ------------- |
| 1.  | 1991  | Tampa          | Tierra batida | Petr Korda           | 4-6, 6-4, 6-2 |
| 2.  | 1993  | Kuala Lumpur-1 | Dura          | Olivier Delaître     | 6-3, 6-1      |
| 3.  | 1996  | Rosmalen       | Césped        | Stephane Simian      | 6-4, 6-0      |

### Finalista en individuales (4)
- 1990: Wellington (pierde ante Emilio Sánchez Vicario)
- 1994: Oahu (pierde ante Wayne Ferreira)
- 1996: Tokio (pierde ante Pete Sampras)
- 1997: Scottsdale (pierde ante Mark Philippoussis)

### Dobles (19)
| Leyenda                |
| Grand Slam (2)         |
| Tennis Masters Cup (0) |
| ATP Masters Series (0) |
| ATP Tour (17)          |

| N.º | Fecha | Torneo                          | Superficie    | Pareja               | Oponentes en la final              | Resultado          |
| --- | ----- | ------------------------------- | ------------- | -------------------- | ---------------------------------- | ------------------ |
| 1.  | 1989  | Johannesburgo                   | Dura          | Luke Jensen          | Kelly Jones Joey Rive              | 6-0, 6-4           |
| 2.  | 1991  | Sídney Indoor                   | Dura          | Jim Grabb            | Luke Jensen Laurie Warder          | 6-4, 6-4           |
| 3.  | 1991  | Tokio Indoor                    | Moqueta       | Jim Grabb            | Scott Davis David Pate             | 7-5, 2-6, 7-6      |
| 4.  | 1992  | San Francisco                   | Dura (i)      | Jim Grabb            | Pieter Aldrich Danie Visser        | 6-4, 7-5           |
| 5.  | 1992  | Rosmalen                        | Césped        | Jim Grabb            | John McEnroe Michael Stich         | 6-4, 6-7, 6-4      |
| 6.  | 1992  | Indianápolis                    | Dura          | Jim Grabb            | Grant Connell Glenn Michibata      | 7-6, 6-2           |
| 7.  | 1992  | US Open, Nueva York             | Dura          | Jim Grabb            | Kelly Jones Rick Leach             | 3-6, 7-6, 6-3, 6-3 |
| 8.  | 1993  | Filadelfia                      | Moqueta       | Jim Grabb            | Marcos Ondruska Brad Pearce        | 6-7, 6-3, 6-0      |
| 9.  | 1993  | Atlanta                         | Tierra batida | Paul Annacone        | Todd Martin Jared Palmer           | 6-4, 7-6           |
| 10. | 1993  | Sídney Indoor                   | Dura          | Patrick McEnroe      | Alexander Mronz Lars Rehmann       | 6-3, 7-5           |
| 11. | 1994  | Birmingham                      | Tierra batida | Christo Van Rensburg | Brian MacPhie David Witt           | 2-6, 6-3, 6-2      |
| 12. | 1994  | Atlanta                         | Tierra batida | Jared Palmer         | Francisco Montana Jim Pugh         | 4-6, 7-6, 6-4      |
| 13. | 1995  | Abierto de Australia, Melbourne | Dura          | Jared Palmer         | Mark Knowles Daniel Nestor         | 6-3, 3-6, 6-3, 6-2 |
| 14. | 1995  | Memphis                         | Dura          | Jared Palmer         | Tommy Ho Brett Steven              | 4-6, 7-6, 6-1      |
| 15. | 1996  | Indianápolis                    | Dura          | Jim Grabb            | Petr Korda Cyril Suk               | 7-6, 4-6, 6-4      |
| 16. | 1996  | Lyon                            | Moqueta       | Jim Grabb            | Neil Broad Piet Norval             | 6-2, 6-1           |
| 17. | 1997  | Estocolmo                       | Dura          | Marc-Kevin Goellner  | Ellis Ferreira Patrick Galbraith   | 6-3, 3-6, 7-6      |
| 18. | 1999  | Scottsdale                      | Dura          | Justin Gimelstob     | Mark Knowles Sandon Stolle         | 6-4, 6-7, 6-3      |
| 19. | 2000  | Scottsdale                      | Dura          | Jared Palmer         | Patrick Galbraith David Macpherson | 6-3, 7-5           |

### Finalista en dobles (torneos destacados)
- 1992: Wimbledon
- 1998: Masters de Indian Wells (junto a Todd Martin pierden ante Jonas Björkman y Patrick Rafter)